# 마마디 방그레
마마디 알렉스 방그레(프랑스어: Mamady Alex Bangré, 2001년 6월 15일 ~ )는 툴루즈에서 임대된 리그 2의 트루아에서 윙어로 뛰는 부르키나파소의 축구 선수이다. 프랑스 태생인 그는 부르키나파소 국가대표팀에서 뛰고 있다.

## 구단 경력
방그레는 6살 때 툴루즈 유소년 아카데미에 입단했다. 2021년 4월 10일, 그는 툴루즈와 첫 프로 계약을 맺었다. 그는 2021년 4월 10일, 샤토루를 상대로 리그 2에서 1-0 승리를 거두며 프로 데뷔 전을 치렀다.
2022년 6월 27일, 방그레는 케비루앙으로 1시즌 임대되었다.

## 국가대표팀 경력
프랑스에서 태어난 방그레는 프랑스 국적과 부르키나파소 국적을 가지고 있다. 그는 2022년 3월 24일 코소보와의 친선 경기에서 부르키나파소 국가대표팀에 데뷔했다.

## 사생활
방그레의 형인 체이크는 툴루즈의 아카데미에서도 나온 세미프로 축구 선수이다.